# Dominique Bromberger
Pour les articles homonymes, voir Bromberger.
Dominique Bromberger est un journaliste français né le 24 mars 1944, à Paris. Diplômé d'études supérieures de droit public et de l'Institut d'études politiques de Paris, il est le fils du réalisateur Hervé Bromberger et le neveu des journalistes de presse écrite Merry Bromberger et Serge Bromberger.

## Journaliste de radio et de télévision
Dominique Bromberger a été journaliste à Radio Monte-Carlo, coopérant à la radio libanaise à Beyrouth. Ayant couvert pour France Inter Septembre noir, il est engagé à son retour en France par cette station. 
Il y présente, en alternance avec Yves Mourousi, le journal de 13 heures, Inter Actualités Magazine, composé de 20 minutes de journal et de 40 minutes d'une partie magazine, au cours de laquelle sont reçus des invités : artistes, écrivains, cinéastes, chanteurs, etc.
À l'éclatement de l'ORTF, il est appelé sur TF1 où il sera successivement correspondant à Londres (TF1 et Radio France), puis à Washington (TF1) avant de devenir chef du service étranger de l'information de la première chaîne et directeur délégué à l'information. En parallèle, de 1975 à 1995, il est pendant très longtemps présentateur du journal de vingt heures de TF1, en remplacement régulier de Roger Gicquel puis de Patrick Poivre d'Arvor. Il crée sur TF1 la série historique Décisions secrètes (1993-95) qui analyse les grandes décisions de l'histoire contemporaine. Il quitte la première chaîne en 1995 sur un conflit éditorial.
Plus tard, Dominique Bromberger rejoint la chaîne ARTE, où il anime son principal journal, le 7 1/2, de 1996 à 1998, puis en dirige la rédaction parisienne.

## Chroniqueur radio
À partir d'octobre 1997 et ce pendant quasiment dix ans, il intervient sur France Inter à 8 h 17 pour une chronique intitulée Regards sur le monde.
Sa chronique est déplacée en fin de journée à partir de 2006 pour intégrer l'émission Et pourtant, elle tourne. Il y analyse, « en détail, les grands événements internationaux qui secouent la planète et touchent la société française ».
En 2007, il est chargé de la production d'une série estivale pour la station : Sur les pas de Rimbaud.
Sa collaboration avec la station publique s'arrête en 2008.

## Œuvre littéraire
En 1978, il publie L'Itinéraire de Parhan au château d'Alamut et au-delà.
En 1993, il publie Le Grand Manège, Rencontre avec les maîtres du monde (chez Plon).
Dominique Bromberger est le coauteur et le narrateur du documentaire de référence en français sur le règne et la chute de Nicolae Ceaușescu, titré Ceaușescu, la folie du pouvoir (1999).
Dans Un aller-retour (Paris, Robert Laffont, 2004), il raconte le grave accident de circulation qu’il avait eu le 1er mars 2001, le coma de trois semaines qui s’en était suivi et l’expérience de mort imminente qu’il avait vécue. Le livre a reçu le prix Vérité 2004 de la ville du Cannet.
De retour à la vie et à son métier, et élargissant son champ d’investigation, il a consacré un ouvrage original à la ville qui est devenue le symbole de l’« embrasement des banlieues », en novembre 2005, ouvrage ayant pour titre Clichy-sous-Bois, Vallée des Anges (Paris, Arléa, 2006).
Dans sa préface de Sans Dessus Dessous, de Jules Verne (Paris, Actes Sud, Les Mondes connus et inconnus, 2005), il montre combien ce roman, écrit à la fin du XIXe siècle, connaît une nouvelle actualité en ce début du XXIe siècle.
Après avoir sillonné longuement la Russie,  Dominique Bromberger publie C'est ça, la Russie (Paris, Actes Sud,  2010).

## Distinctions
- Chevalier de la Légion d'honneur (1994)